# Александър Начев
Александър Кирилов Начев е български диригент, музикант, педагог и фолклорист.

## Биография
Роден е на 27 май 1925 г. в Пловдив. На 12-годишна възраст започва да учи китара, а като гимназист си купува цигулка. Първите уроци получава при Коста Георгиев. След това негови учители по музика са Георги Наумов, Розенберг, Недялко Симеонов. Участва в мъжкия хор на гимназията, свири в оркестъра при читалище „Успех“. Завършва Пазарджишката гимназия. Bоенната си служба отбива във Варна и Бургас. В Морското училище във Варна завършва морския отдел на Школата за запасни офицери. В Бургас създава моряшки мъжки хор и естраден оркестър и е хорист в представителния хор на града. През 1946 г. се завръща в Пазарджик и е учител по музика в I и II прогимназия, а по-късно и в Мъжката гимназия. Ръководи младежкия ансамбъл „Никола Вапцаров“. Развива хора в смесен четиригласен, а оркестьра – в симфоничен. През 1947 г. създава детският ансамбъл „Бодра смяна“. Oрганизатор е на класове по цигулка, китара и акордеон. През 1950 г. основава музикална школа, в която води клас по цигулка и народни инструменти, а през 1951 г. създава детски народен ансамбъл. Учи в Българската държавна консерватория хорово дирижиране (1953). През 1955 г. е завеждащ художествената самодейност към Профсъюзния дом на културата и читалище „Виделина“. От 1958 г. е инспектор в отдел „Просвета и култура“ към Общински народен съвет Пазарджик, методист по музика.
През 1962 година създава и ръководи през следващите години Ансамбъл за народни песни и танци – Пазарджик. В периода 1973 – 1976 г. преподава гъдулка, тамбура и камерна музика в Средно музикално училище „Филип Кутев“ в Котел и завежда Катедрата по специалните предмети. Диригент на представителен хор на училището, който печели специалната награда на Националния конкурс на музикалните училища и златен медал на IV републикански фестивал. През 1976 г. участва с гайдарски оркестър на Международния гайдарски фестивал в Страконице, Чехословакия. Основател и директор на Детска школа по изкуствата в Пазарджик (1976). В творческия си път създава и ръководи около 50 състава. Лауреат е на всички републикански фестивали – от първи до седми, за народна музика и печели 12 златни медала. Има изключителни заслуги за проучването, съхранението и разпространението на фолклора в Пазарджишкия регион. Носител е на орден „Кирил и Методий“ II степен. Умира на 21 април 1997 г. в Пазарджик.